# Neoromicia somalica
Neoromicia somalica — вид рукокрилих ссавців із родини лиликових.

## Середовище проживання
Цей вид був записаний на більшій частині Західної, Центральної та Східної Африки. Населяє сухі савани і вологі савани, сухі та галерейні ліси.

## Загрози та охорона
Здається, немає серйозних загроз для даного виду. Поки не відомо, чи вид присутній в будь-якій з природоохоронних територій.